# Parque nacional de Ashizuri-Uwakai
El parque nacional Ashizuri-Uwakai (足摺宇和海国立公園, Ashizuri Uwakai Kokuritsu Kōen) es un parque nacional situado en el extremo suroccidental de la isla de Shikoku, Japón. El parque se extiende por pequeñas áreas en el lado occidental de Shikoku, entre las prefecturas de Ehime y Kōchi. La característica principal del parque es el cabo Ashizuri, el punto más meridional de la isla. El cabo destaca por su extensa vegetación subtropical y sus acantilados de granito que ofrecen vistas del océano Pacífico. Nakahama "John" Manjiro, el primer japonés que visitó los Estados Unidos, nació, naufragó y fue rescatado en las cercanías del parque.
En 1955 se estableció el parque cuasinacional de Ashizuri y, en 1972, con la anexión de la zona de Uwakai y el parque Kaiiki, se convirtió en el Parque Nacional Ashizuri-Uwakai. En la zona interior del parque se encuentra el cañón de Nametoko (Ehime) y el monte Shinoyama, entre otros atractivos.